# Marcos Millape
Marcos Andrés Millape Arismendi (Osorno, 30 aprile 1976) è un ex calciatore cileno, di ruolo centrocampista, tecnico ad interim del Dep. Iquique.

## Palmarès

### Giocatore

#### Competizioni nazionali
- Campionato cileno: 1

Colo-Colo: Clausura 2002
- Copa Chile: 2

Univ. de Concepción: 2008
Dep. Iquique: 2010
- Primera B: 1

Dep. Iquique: 2010